# Rybakowo (Srokowo)
Rybakowo (deutsch Schönthal A und Schönthal B) ist eine kleine Ortschaft in der polnischen Woiwodschaft Ermland-Masuren im Gebiet der Gmina Srokowo (Landgemeinde Drengfurth) im Powiat Kętrzyński (Kreis Rastenburg).

## Geographische Lage
Rybakowo liegt am Nordufer des Schülzer Sees (polnisch Jezioro Silec) in der nördlichen Mitte der Woiwodschaft Ermland-Masuren, 16 Kilometer nordöstlich der Kreisstadt Kętrzyn (deutsch Rastenburg).

## Geschichte
Das einstige Schöntal wurde am 28. August 1821 gegründet, und erst später in die Ortschaften Schönthal A und Schönthal B getrennt. Schönthal A bestand aus einem mittleren Hof und zählte 1885 sieben, 1905 noch elf Einwohner. Schönthal B bestand aus einem nur kleinen Hof bei zehn Einwohnern 1885 und neun im Jahre 1905. Beide Orte gehörten bis 1945 zur Stadtgemeinde Drengfurth (polnisch Srokowo) im ostpreußischen Kreis Rastenburg.
Als 1945 in Kriegsfolge Schönthal A und Schönthal B mit dem gesamten südlichen Ostpreußen an Polen überstellt wurde, hob man die Trennung auf und vereinte beide unter der polnischen Namensform „Rybakowo“. Der heute kleine Ort ist „część wsi Leśny Rów“ (deutsch „ein Teil des Dorfes Leśny Rów“) (Ivenhof) innerhalb der Landgemeinde Srokowo (Drengfurth) im Powiat Kętrzyński (Kreis Rastenburg), bis 1998 der Woiwodschaft Olsztyn, seither der Woiwodschaft Ermland-Masuren zugehörig.

## Kirche
Sowohl Schönthal A als auch Schönthal B waren bis 1945 in die evangelische Pfarrkirche Drengfurth in der Kirchenprovinz Ostpreußen der Kirche der Altpreußischen Union als auch in die katholische St.-Katharinen-Kirche Rastenburg mit der Filialkapelle Drengfurth im Bistum Ermland eingepfarrt.
Heute gehört Rybakowo zur katholischen Pfarrei Srokowo im Erzbistum Ermland, außerdem zur evangelischen Kirche Srokowo, einer Filialkirche der Johanneskirche Kętrzyn in der Diözese Masuren der Evangelisch-Augsburgischen Kirche in Polen.

## Verkehr
Rybakowo liegt östlich der Woiwodschaftsstraße 650 und ist von dort auf der Nebenstraße von Lesieniec (Waldenthal) nach Młynowo ((Adlig) Mühlbach) zu erreichen. Eine Anbindung an den Bahnverkehr besteht nicht. Bis 1945 war Drengfurth (polnisch Srokowo) die nächste Bahnstation als Endstation der Bahnstrecke von Rastenburg, die von den Rastenburger Kleinbahnen befahren wurde.